# Saint-Isidore (Roussillon)
Pour les articles homonymes, voir Saint-Isidore.
Saint-Isidore est une municipalité de paroisse dans la municipalité régionale de comté de Roussillon au Québec (Canada), située dans la région administrative de la Montérégie .

## Toponymie
La Commission de toponymie du Québec écrit à son propos : « Territoire tout en longueur, situé immédiatement à l'est de la ville de Mercier et au sud de celle de Châteauguay en Montérégie, la municipalité de Saint-Isidore est traversée dans sa partie sud par la riveTurgeon. Commencée en 1726, la colonisation des lieux prendra son essor à la fin du XVIIIe siècle grâce à des pionniers venus de Longueuil, de Saint-Constant et de La Prairie. À compter de 1833, ils obtiendront le statut de paroisse pour leur territoire, officiellement érigé en 1836 au religieux et en 1842 au civil. Bien que la municipalité de paroisse ait été proclamée en 1842, il faudra attendre jusqu'en 1855 pour que soit élu le premier maire. Un sol très fertile, qui fait de la région environnante l'une des plus productives pour l'agriculture au Québec, a orienté ou infléchi le choix du saint tutélaire paroissial, saint Isidore le Laboureur, mort vers 1130, patron de Madrid, qui se sanctifia par le travail de la terre. Monseigneur Jean-Jacques Lartigue (1777-1840), premier évêque de Montréal (1836-1840), a choisi cette dénomination. En partie enclose dans les seigneuries de La Salle, du Sault-Saint-Louis, de Châteauguay et de la Prairie-de-la-Madeleine, on devait retenir ce dernier nom pour identifier le bureau de poste ouvert en 1853, Saint-Isidore-Laprairie, aujourd'hui Saint-Isidore-de-Laprairie . »

## Histoire
La municipalité de paroisse de Saint-Isidore fut proclamée en 1842, mais c'est seulement en 1855 qu'il y aura l'élection d'un maire et d'un conseil municipal.
La colonisation du territoire tout en longueur qu'est la municipalité de Saint-Isidore connaîtra un essor à la fin du XVIIIe siècle avec l'arrivée de nombreux colons venus de Longueuil, de Saint-Constant et de La Prairie. Ce développement fut grandement encouragé par les nombreuses terres très fertiles faisant de cette région agricole l'une des plus productive au Québec. Le caractère fertile de cette localité a grandement influé la décision du 1er évêque de Montréal, Jean-Jacques Lartigue, de dénommer Saint Isidore le Laboureur saint titulaire pour la paroisse.

## Géographie
La rivière de l'Esturgeon, un affluent de la rivière Châteauguay, traverse le sud-ouest de la municipalité en coulant vers le nord-ouest.
À partir de son crénon, au sud-ouest de l'agglomération, rivière Saint-Régis coule vers le nord-est.
L'autoroute de l'Acier (autoroute 30) traverse la pointe nord de la municipalité.

## Démographie
| 1991  | 1996  | 2001  | 2006  | 2011  | 2016  | 2021  |
| ----- | ----- | ----- | ----- | ----- | ----- | ----- |
| 2 247 | 2 401 | 2 371 | 2 489 | 2 581 | 2 608 | 2 769 |

## Administration
| Saint-Isidore Maires depuis 2005                                                                                     |                |         |          |
| Élection | Maire          | Qualité | Résultat |
| 2005 | Gilles Yelle   |         | Voir     |
| 2009 | Gilles Yelle   | Voir    |          |
| 2013 | Sylvain Payant |         | Voir     |
| 2017 | Sylvain Payant | Voir    |          |
| 2021 | Sylvain Payant | Voir    |          |
| Élection partielle en italique Depuis 2005, les élections sont simultanées dans toutes les municipalités québécoises |                |         |          |

## Personnalités
De réputation fier et de tempérament orgueilleux, les Isidoriens ont quelquefois été surnommés Gantés, c'est-à-dire qui porte des gants.
- Louis-Philippe-Adélard Langevin (1855-1915), deuxième archevêque de Saint-Boniface, de 1895 à 1915
- Georges St-Pierre (1981- ), ancien champion du monde des poids mi-moyens d'arts martiaux mixtes de l'organisation Ultimate Fighting Championship, est aussi un Isidorien célèbre.